# European Alliance
Die European Alliance ist eine deutsch-französisch-italienische Koproduktionsgemeinschaft der öffentlich-rechtlichen Rundfunkanstalten Zweites Deutsches Fernsehen, France Télévisions und Rai zur Produktion von Fernsehserien.

## Hintergrund
2017 wurde mit der European Alliance eine Kooperation zwischen den öffentlich-rechtlichen Anstalten ZDF, Rai und France Télévisions zur Produktion von Serien geschaffen. Die Kooperation wurde am 3. Mai 2018 durch die Rundfunkanstalten in Lille auf dem Serienfestival Series Mania bekanntgegeben: Dabei ist unter dem Namen European Alliance eine verbindliche Kooperationsplattform zur Produktion von fiktionalen Serien angekündigt worden. Hierdurch möchten die Rundfunkanstalten den veränderten Markt und den veränderten Nutzerbedürfnissen gerecht werden und erhoffen sich „eine Stärkung des kulturellen Selbstbewusstseins in der europäischen Serienproduktion“. Dabei werden die Produktionen von den einzelnen Rundfunkanstalten vorgeschlagen. Die Anstalt, die dabei die Produktion vorgeschlagen hat, übernimmt bei einer Zustimmung der anderen beiden Rundfunkanstalten anschließend federführend die Produktion. Durch die Koproduktionen soll bei den produzierten Serien eine breite internationale Aufmerksamkeit der Serien entstehen. Mit der Agentenserie Mirage – Gefährliche Lügen wurde die erste Produktion im Rahmen der European Alliance bekanntgegeben.

## Produktionen
Auf der Series Mania 2019 berichteten die drei Rundfunkanstalten zusammen über die weitere Entwicklung im Projekt der European Alliance. Hierbei wurde bekannt gegeben, dass an verschiedenen Serien gearbeitet wird, die verschiedene Interessensgruppen ansprechen und international konkurrenzfähig sein sollen. Neben einer Aktualisierung zum Stand von Mirage wurden unter dem Titel In 80 Tagen um die Welt eine Neuadaption zu Jules Vernes Abenteuerroman Reise um die Erde in 80 Tagen, die Mystery-Serie Survivors sowie unter dem Titel Leonardo eine Serie über Leonardo da Vinci angekündigt. Im Februar 2020 verkündete ZDF-Programmdirektor Norbert Himmler, dass einige der internationalen Kooperationen nun sendereif seien. Mirage – Gefährliche Lügen wurde ab 22. März im ZDF ausgestrahlt werden. Ende 2021 folgte die historische Abenteuerserie In 80 Tagen um die Welt. Im Juni 2021 erfolgte der Drehstart zur Serienverfilmung des Thrillers Der Schwarm von Frank Schätzing. Ende 2023 wurden bereits über 10 gemeinsame Serien der Allianz produziert.